# 銭永銘・周作民工作

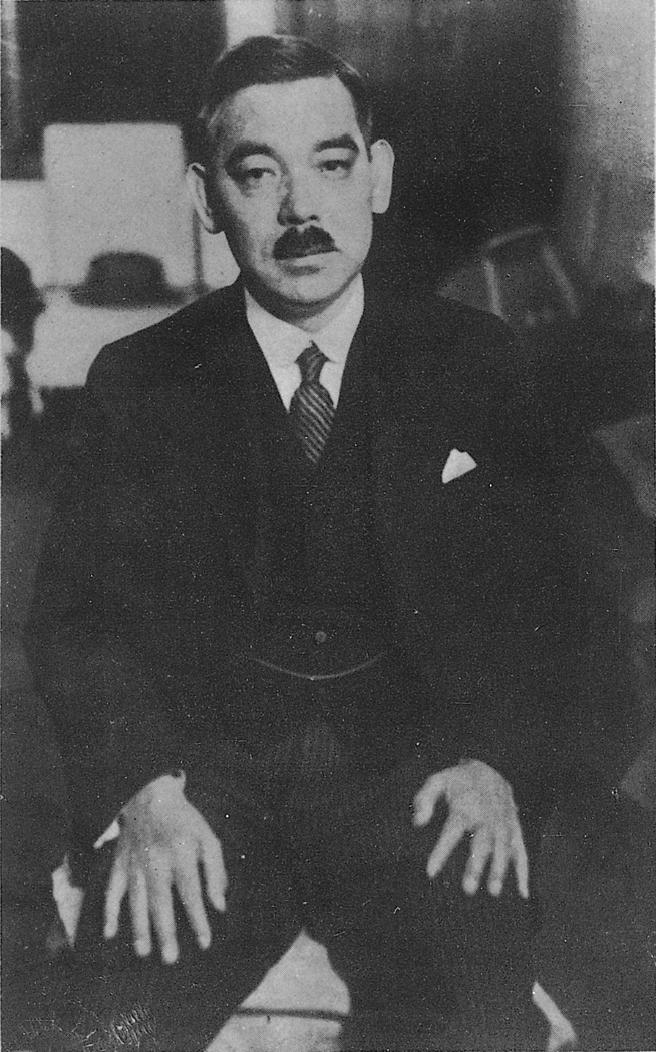
松岡洋右

銭永銘・周作民工作（せんえんめい・しゅうさくみんこうさく）とは、1940年9月以降におこなわれた日中戦争の和平工作。第2次近衛内閣の松岡洋右外相によってなされた工作で、1940年11月に表面化した。銭永銘および周作民を蔣介石政権との仲介者としたことにより、この名がある。香港工作（ほんこんこうさく）、松岡・銭永銘工作（まつおか・せんえんめいこうさく）などと呼ばれることもある。

## 松岡の外相就任

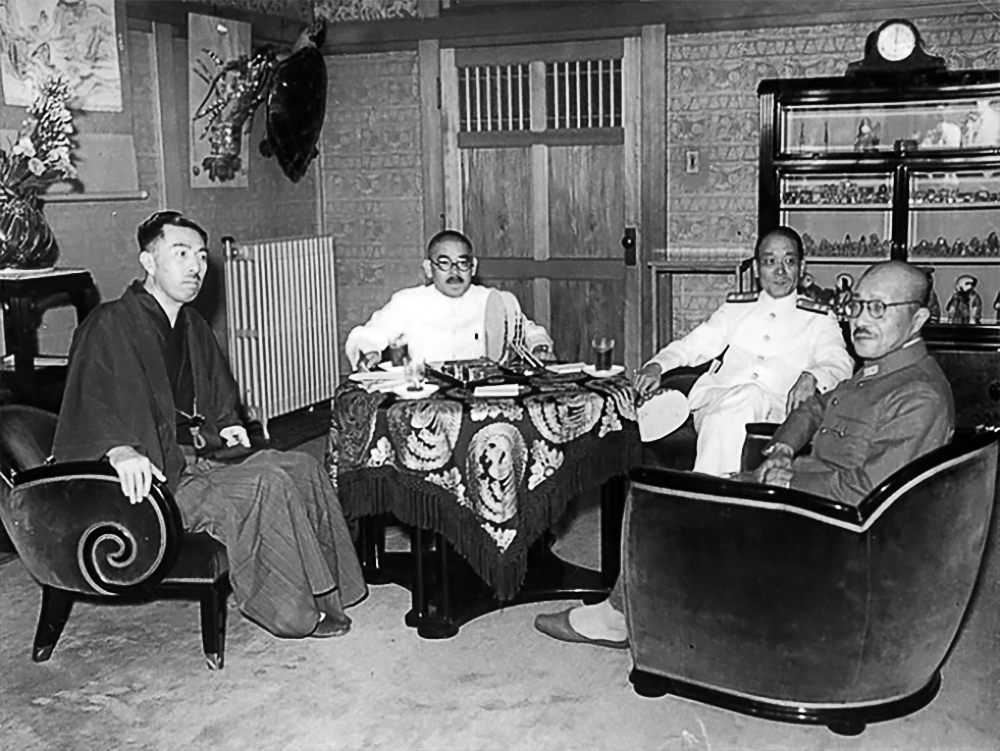
1940年7月19日、荻外荘で行われた荻窪会談
----
左から近衛文麿・松岡洋右・吉田善吾・東條英機

1940年（昭和15年）7月、大命降下を受けて第2次内閣を組織することとなった近衛文麿は外務大臣として民間の松岡洋右を指名した。松岡は軍部に人気があり、また彼の強い性格が軍部を押さえることを期待しての指名であった。外相就任が内定した松岡は、自分が外相を引き受ける以上は軍人に外交の口出しはさせないと宣言した。7月19日、近衛が陸・海・外の3大臣内定者（東條英機、吉田善吾、松岡）を自らの別宅に招いた「荻窪会談」では、松岡は外交における自身のリーダーシップの確保を強く要望し、これについては他の3人も了承した。しかし、翌日、東條が松岡に持ち込んだ「協議事項」の大部分は外交案件であり、松岡も外交問題から軍部のかかわりを清算することは困難であることを認識せざるを得なかった。第2次近衛内閣は7月22日に成立し、松岡は外相に就任したが、当時の大きな外交問題は、泥沼化していた日中戦争、険悪となっていた日米関係、そして陸軍主張の日独伊三国同盟案であった。

## 汪兆銘工作と桐工作
日中戦争については、その発生当初より船津和平工作、トラウトマン和平工作、宇垣工作など、和平が幾度も試みられてきたが、いずれも失敗した。汪兆銘工作は、国民政府のナンバー2であった汪兆銘の担ぎ出しに成功し、南京に汪兆銘政権（南京国民政府）の成立をもたらしたが、蔣介石の重慶国民政府は日本に対する徹底抗戦を唱えており、重慶との和平は依然として日中戦争打開のためには優先すべき課題だったのである。そこで、桐工作が並行して進められたが、これもまた失敗に終わった。

## 松岡の工作

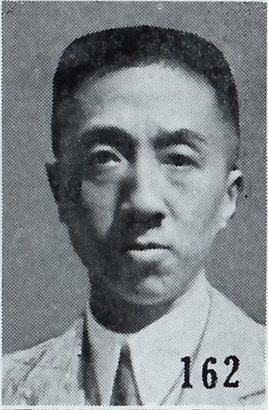
銭永銘

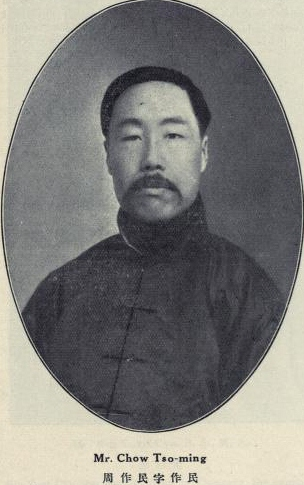
周作民

松岡は外相就任後、ドイツ外務省を通じて重慶の蔣介石政権との交渉を打診し、蔣介石の重慶国民党政府と汪兆銘の南京国民党政府の合体を図った。一方では、浙江財閥の実業家である銭永銘と周作民を仲立ちとして重慶政府とも連絡を取り合っていた。
松岡の考えは、日中戦争を解決すれば日米関係は好転するはずであり、一方、日・独・伊の三国同盟の目的はアメリカ合衆国の第二次世界大戦への参戦を阻止しつつ、ソビエト連邦を誘引するためである、というものだった。彼によれば、ソ連の誘引もまた結局は日米友好回復の手段であって、日米関係がここまで険悪の度を強めてしまっている以上、単に親善を唱えても事態は好転せず、当面は三国同盟、さらにソ連を加えた四国協商によって威圧するほかないということだったのである。松岡自身は、中国問題についてフランクリン・ルーズベルト米大統領、そして、汪兆銘の同意が得られるのであれば蔣介石とも会談するつもりであり、そのための工作であった。
松岡は、銭と親しかった田尻愛義参事官と、船津工作でも交渉人となった船津辰一郎を交渉役に割り当て2人を香港に派遣した。日本側の条件は、1940年の10月末に田尻から銭宛てに提示された。日本が提示した条件は、解決の難しい問題だった満洲国の承認問題等には触れず、中国共産党対策として「防守同盟」という新形式を提唱する異色の内容だった。
その結果、第1次近衛内閣の改造内閣で外務大臣であった宇垣一成の情報路線（宇垣工作）において日本側と接触したことのあるジャーナリストの張季鸞が、1940年11月19日、蔣介石政府による和平条件案をたずさえてイギリス領香港に現れたのである。その条件は、日本軍の中国からの全面撤兵と南京国民政府（汪政権）の承認中止であった。

## 工作打ち切り

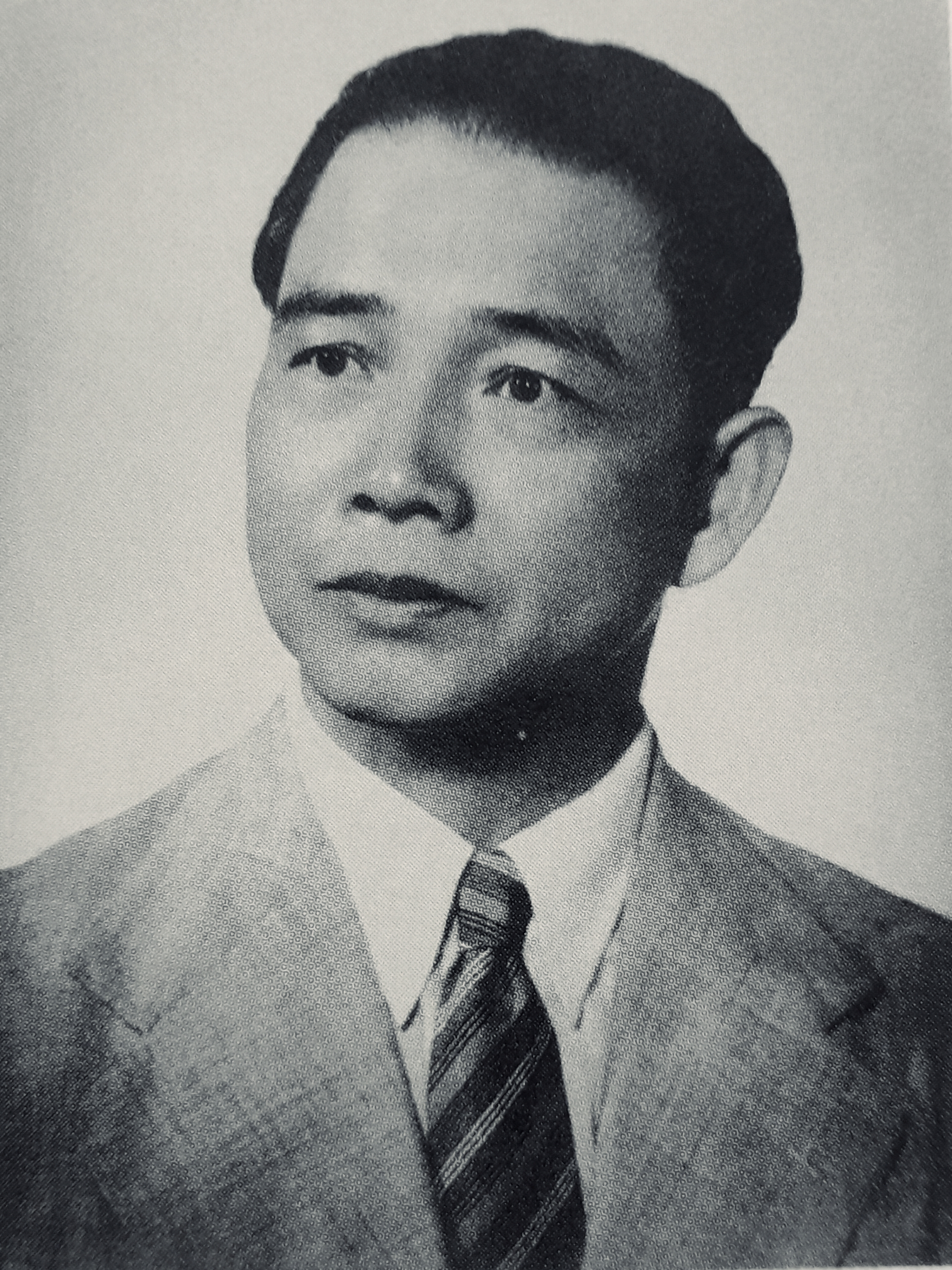
汪兆銘

一方、これに先立つ1940年11月13日、日本政府内部では御前会議において「支那事変処理要綱」が決定されており、そこでは、和平交渉は汪兆銘・蔣介石両政府の合作を軸として、原則としては重慶とは直接連絡をとること、蔣に抗日政策の廃棄を求め、一定期間、一定の地域に限り日本軍の駐留を認めさせることを和平条件の基礎に置いていた。すなわち、日本と蔣介石政権のあいだの和平条件はまったく食い違っており、折り合う要素がなかったのである。汪兆銘政権顧問団と日本陸軍は、重慶政権が遷延策を図っていると判断した。汪兆銘政権を支援していた陸軍も張季鸞のもたらした和平案に反発し、結局、工作は打ち切られることとなった。
日本政府は11月30日、汪兆銘の南京国民政府を承認した。日本が汪政権を正当な中国政府として承認したのは、松岡の外相在任時ということになる。松岡はこの件について、以下のように述べて嘆いている。
一方、これまで帝国陸軍当局も含めて各方面がおこなっていた日本側の対中和平工作は、以後、日本政府が執り行うこととなった。
同日、日本政府と汪兆銘政権は、南京において日華基本条約（日本国中華民国基本関係に関する条約）と日満華共同宣言に調印した。